# Ángel Campos López
Ángel Campos López   (Barcelona, 1947) és un escriptor català en llengua castellana, especialitzat en història de la mecànica i l'automòbil.
Apassionat des de sempre per la mecànica, és un entusiasta dels cotxes esportius i les competicions dels anys cinquanta i seixanta, època de la qual disposa d'una extensa biblioteca i hemeroteca. Al llarg dels darrers anys ha pogut aprofundir en la investigació de la història del nostre automobilisme, resultant guanyador en dues ocasions del premi convocat per la Fundación RACE amb El Ovni de Salvador Cañellas l'any 2000 i El Gran Premio de Madrid de 1949 a l'any 2001. També ha obtingut 3 accèssits: El nacimiento del Pegaso Z-102 1r accèssit Premio Fundación RACE 1996; El circuito de Carlos III 1r accèssit Premio Fundación RACE 1999 i El Orix de Juan Ramírez Montpeó 1r accèssit Premio Fundación RACE 2003.
Durant el confinament de 2020 va aprofitar per escriure i publicar posteriorment un llibre de relats curts en castellà i català i un conte infantil en català

## Publicacions
Ha publicat 7 llibres:
- Córrer? No em facis riure! (l'Autor, 1992)
- Un milagro en la autarquía: El Orix de Juan Ramírez Montpeó (Benzina, 2003)
- Renault-5: Turismo y competición (Benzina, 2005)
- La historia desconocida del Circuito de Pedralbes (l'Autor, 2011) - Premi FEVA 2013
- Los preparadores catalanes de los años sesenta y setenta (l'Autor, 2013)
- EDURNE y 19 relatos confinados (l'Autor, 2021)
- Els gats de l'àvia (l'Autor, 2021)